# Retrat de la Senyora d'Artal
Retrat de la Senyora d'Artal és una escultura de Miquel Blay i Fàbrega, esculpida entre el 1900 i el 1905. Aquesta escultura de guix es troba al Museu de la Garrotxa, a Olot. Es dona el cas que Mariano Benlliure també va modelar el bust de la mateixa dama.

## Tema
La dona representada és la Senyora d'Artal, la dona d'Artal un important marxant d'art tarragoní que treballava a Sudamerica.

## Descripció
Bust fins al pit d'una dona amb un vestit d'escot ampli amb flors, que recolza el cap a la seva mà dreta, també inclòs en aquest bust.
Modelat acurat amb textures al cabell i al vestit, així com a la part de la roba i a les flors.

## Exposicions
Figurava a la Sala Blay del Museu Arqueològic d'Olot.
Exposició Commemorativa del 1er Centenari del naixement de Miquel Blay i Fàbrega, Olot, 1966.
Cinquantenari de la mort de Miquel Blay i Fàbrega, Olot, Escola de Belles Arts d'Olot, 1986.